# ヘンリエッテ・アーデルハイト・フォン・ザヴォイエン
ヘンリエッテ・アーデルハイト・フォン・ザヴォイエン（Henriette Adelheid von Savoyen, 1636年11月6日 - 1676年6月13日）は、バイエルン選帝侯フェルディナント・マリアの妃。

## 生涯
サヴォイア公ヴィットーリオ・アメデーオ1世と妃マリーア・クリスティーナ（父はフランス国王アンリ4世）の娘としてトリノで生まれた。イタリア語名エンリエッタ・アデライデ・ディ・サヴォイア（Enrichetta Adelaide di Savoia）。彼女が1歳の時に父は早世した。
1650年12月8日、フェルディナント・マリアと結婚した。翌年に夫が選帝侯位についた。彼女はバイエルンの外交をフランス寄りに軌道修正し、オーストリアにバイエルン・フランスの2国で対抗する構図をつくりあげた。また、ニンフェンブルク宮殿とテアティナー教会の建設に深く関わった。多くのイタリア人芸術家がミュンヘンに招かれ、ヘンリエッテは初めてバイエルンにイタリア・オペラを紹介した。これは今日のバイエルン国立歌劇場の起源となった。

## 子女
- マリア・アンナ（1660年 - 1690年） - フランス王太子ルイ（グラン・ドーファン）妃
- マクシミリアン2世エマヌエル（1662年 - 1726年） - バイエルン選帝侯
- ルイーゼ・マルガレーテ（1663年 - 1665年）
- ルートヴィヒ・アマデウス・ヴィクトル（1665年） - 夭折
- カイェタン・マリア・フランツ（1670年） - 夭折
- ヨーゼフ・クレメンス・カイェタン（1671年 - 1723年） - ケルン大司教
- ヴィオランテ・ベアトリクス（1673年 - 1731年） - トスカーナ大公子フェルディナンド・デ・メディチ妃